# Vulcanella theneides
Vulcanella theneides är en svampdjursart som först beskrevs av Burton 1959.  Vulcanella theneides ingår i släktet Vulcanella och familjen Pachastrellidae. Inga underarter finns listade i Catalogue of Life.